# Sometimes You Can't Make It on Your Own
Sometimes You Can't Make It on Your Own è un brano musicale del gruppo irlandese degli U2, ed il terzo singolo ad essere estratto dal loro album del 2004 How to Dismantle an Atomic Bomb. Originalmente intitolato "Tough" e dedicato da Bono al padre Bob Hewson scomparso nel 2001, il brano è stato pubblicato nel Regno Unito l'11 febbraio 2005, ed ha debuttato alla prima posizione della classifica inglese. La canzone ha vinto un Grammy Award come "Migliore performance rock di un gruppo" e per la "Canzone dell'anno" nel 2006.

## Il video
Il video musicale del brano è stato diretto da Phil Joanou (che già aveva collaborato con gli U2 per il film Rattle and Hum ed il video di If God Will Send His Angels) e prodotto da Ned O'Hanlon. Girato interamente a Dublino, nelle prime immagini mostra Bono ripercorrere Cedarwood Road, la strada dove da bambino abitava con la famiglia, per poi arrivare al Gaiety Theatre dove l'attendono gli altri componenti. La scena girata all'interno del teatro dublinese è un ulteriore omaggio al padre, grande appassionato di Opera. La prima trasmissione è avvenuta nella settimana del 21 febbraio 2005.

## Tracce
Testi e musiche di Bono, eccetto dove indicato.
CD (Regno Unito - parte 1)
1. Sometimes You Can't Make It On Your Own – 4:51
2. Fast Cars (Jacknife Lee Mix) – 3:28 (Bono, The Edge)

CD (Regno Unito - parte 2)
1. "Sometimes You Can't Make It On Your Own" (96 BPM Radio Edit) (4:51)
2. "Ave Maria" (Jacknife Lee Mix) (3:35)
3. "Vertigo" (Redanka Power Mix) (7:32)

CD (Giappone)
1. "Sometimes You Can't Make It On Your Own" (96 BPM Radio Edit) (4:51)
2. "Fast Cars" (Jacknife Lee Mix) (3:28)
3. "Vertigo" (Trent Reznor Remix) (3:38)
4. "Vertigo" (Redanka Power Mix) (7:32)
5. "Ave Maria" (Jacknife Lee Mix) (3:35)

DVD
1. "Sometimes You Can't Make It On Your Own" (Live from HQ, 16 novembre 2004) (Video) (5:15)
2. "Vertigo" (Video) (3:11)
3. "Sometimes You Can't Make It On Your Own" (Album Version) (Audio) (5:05)
4. "Vertigo" (Trent Reznor Remix) (Audio) (3:38)

## Formazione
U2
- Bono – voce
- The Edge – chitarra, tastiera, voce aggiuntiva
- Adam Clayton – basso
- Larry Mullen Jr. – batteria

## Classifiche
| Classifica (2005)               | Posizione massima |
| ------------------------------- | ----------------- |
| Australia                       | 19                |
| Austria                         | 25                |
| Belgio (Fiandre)                | 31                |
| Belgio (Vallonia)               | 32                |
| Canada                          | 1                 |
| Danimarca                       | 2                 |
| Europa                          | 4                 |
| Finlandia                       | 11                |
| Francia                         | 60                |
| Germania                        | 23                |
| Irlanda                         | 3                 |
| Italia                          | 2                 |
| Norvegia                        | 6                 |
| Nuova Zelanda                   | 12                |
| Paesi Bassi                     | 5                 |
| Regno Unito                     | 1                 |
| Spagna                          | 1                 |
| Stati Uniti                     | 97                |
| Stati Uniti (adult alternative) | 1                 |
| Stati Uniti (alternative)       | 29                |
| Svezia                          | 24                |
| Svizzera                        | 39                |